# Régiment Isenburg (Grande Armée)
Das Régiment d' Isenburg war ein französisches régiment étranger (Fremdregiment), das Carl Fürst zu Isenburg und Büdingen (auch Karl zu Isenburg) am 1. November 1805 aufstellte und das bis zur Auflösung aller Fremdregimenter am 25. November 1812 für Frankreich kämpfte. Napoleon I. hatte den seit dem 3. Februar 1803 regierenden Fürsten zu Isenburg-Birstein, der 1804 in die französische Armee eintrat, bereits 1805 zum General ernannt. In dessen Auftrag errichtete Carl zu Isenburg in Mainz das Regiment. Dieses nahm an Kämpfen in Italien und Spanien teil. Der Fürst schied zwar 1809 aus dem aktiven Militärdienst aus, blieb aber französischer General bis Dezember 1813.

## Auxiliartruppen, Fremdregimenter, Fremdenlegion
Fremde Truppen waren auch im 18. und 19. Jahrhundert nichts Ungewöhnliches. Schon für die antiken Griechen und Römer kämpften fremde militärische Verbände. Das war auch im Mittelalter und der Neuzeit weder ehrenrührig (für die Beteiligten) noch wurden diese Truppen bei einer Niederlage anders behandelt als heimatliche Verbände. Erst die Nationalbewegungen des 19. Jahrhunderts nötigten zu einer anderen Betrachtung. In Frankreich wurde daraufhin die Fremdenlegion gegründet (1831). Auch im 20. Jahrhundert war es kaum anders (im Zweiten Weltkrieg kämpften z. B. auf der Seite Deutschlands in der Wehrmacht, der Waffen-SS usw. zahlreiche ausländische Freiwilligenverbände, je nach Zählung werden über hundert nicht-deutsche militärische Verbände genannt).
Vor der Französischen Revolution kämpften zahlreiche fremde Verbände für Frankreich. In den von Frankreich nach der Revolution eroberten und der Französischen Republik und später dem Kaiserreich Napoleons eingegliederten deutschen Gebieten wurden die vorgefundenen militärischen Verbände „umgeformt“ und erhielten neue (französische) Namen. Diese Verbände nahmen auch danach regelmäßig nur (ehemalige) Deutsche auf.

## 2. kaiserlich-französisches Fremdregiment

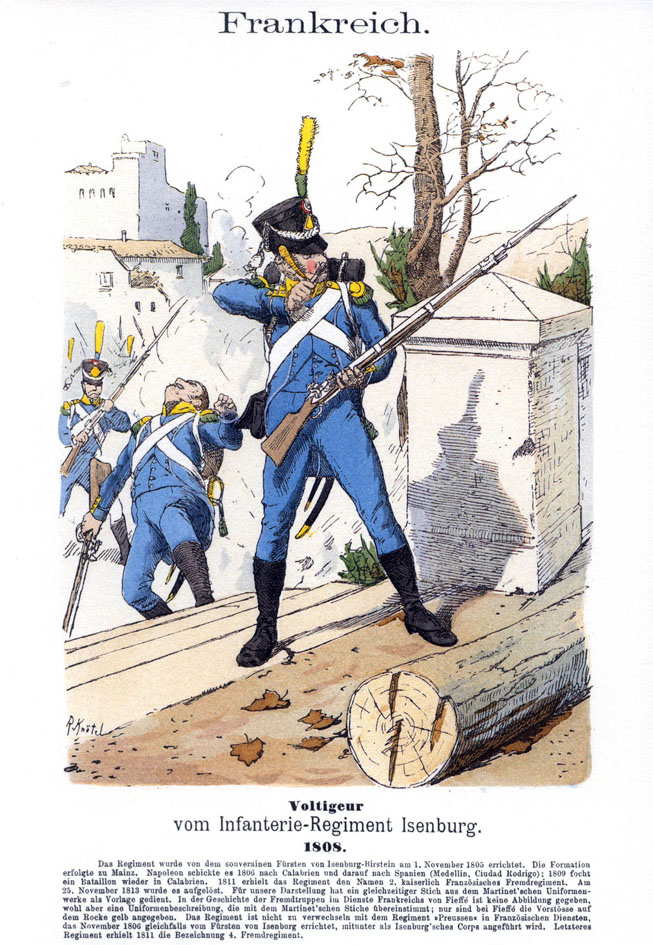
Voltigeur (Leichte Infanterie), 1808

Anders dagegen die Fremdregimenter: Das erste dieser Regimenter war das Regiment La Tour d’Auvergne, 1805 in Weissenburg errichtet (1810 das 1. kaiserlich-französische Fremdregiment genannt). Es zählte bei seiner Errichtung mehr als 3000 Mann (Böhmen, Preußen, Baiern, Sachsen, Hannoveraner, Österreicher, Schweizer etc.) — Das zweite Regiment war Isenburg (Isembourg); es erhielt die Bezeichnung: „2. kaiserlich-französisches Fremdregiment“. Die Werbung erfolgte von Mainz aus. Bei den Offiziersstellen bekam der Fürst mehr Bewerbungen als Stellen vorhanden waren. Auch der Bedarf an Mannschaftsdienstgraden war schnell gedeckt, denn der Fürst durfte unter den Gefangenen der Grande Armée werben. Es handelte sich im Wesentlichen um Gefangene der österreichischen Armee (Armee Mack, die bei Ulm am 17. Oktober 1805 kampflos kapituliert hatte, ca. 33.000 Gefangene, 60 Kanonen, 40 Fahnen, 18 Generale). Nach nur eineinhalb Monaten war das Regiment komplett (3 Bataillone, 27 Kompanien, Dienstzeit 4 Jahre)

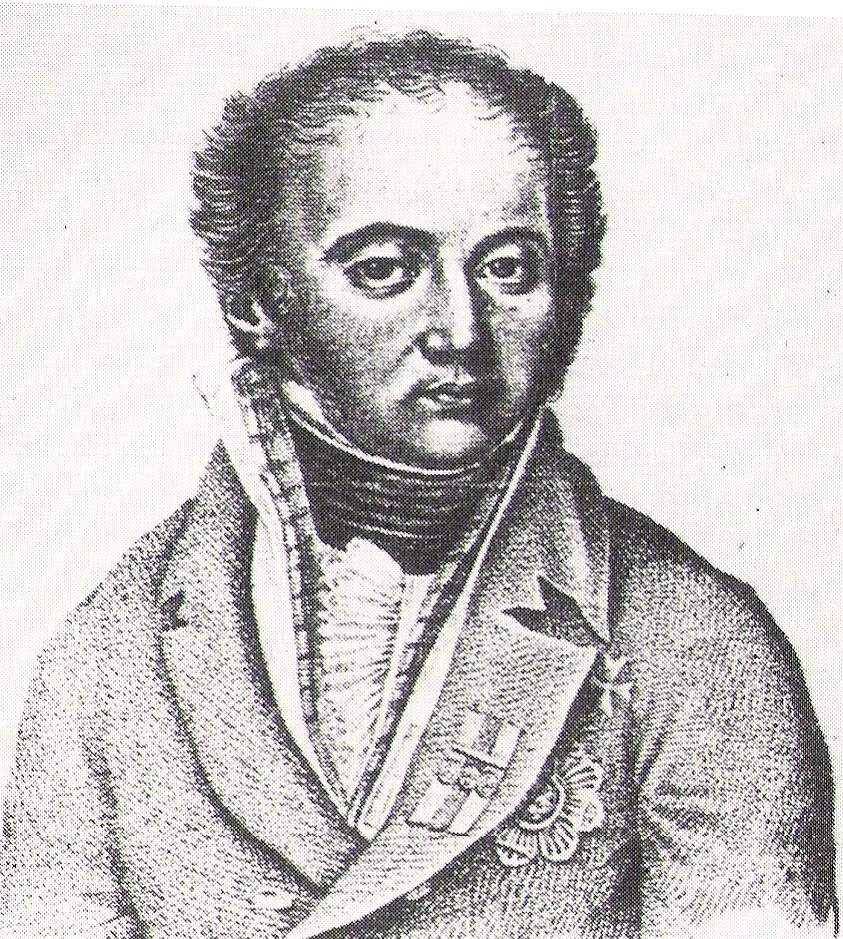
Carl Friedrich Ludwig Moritz zu Isenburg (* 1766, † 1820)

Der erste Colonel war Carl, Fürst zu Isenburg, welcher zuvor zehn Jahre in kaiserlich-österreichischen Diensten gestanden hatte (1784–1794). In Begleitung seines Bruders Wolf Ernst führte Fürst Carl das Regiment nach Toul, komplettierte es zu drei Bataillonen und rüstete es aus. Auch um der zunehmenden Desertion entgegenzutreten, sei das Regiment von der französischen Grenze (Rhein) nach Toul verlegt worden. Der regierende Fürst von Isenburg, als dessen Chef und Kommandeur, sei von Paris nach Toul gereist, und verfolge von dort aus den weiteren Marsch in den Süden Frankreichs: Avignon, Montpellier. Diese Meldung verbreitete die Münchner Staats-Zeitung am 26. Juni 1806, um vorherige Falschmeldungen zu dementieren, in denen behauptet worden sei, das Regiment sei in Rom mit Carl zu Isenburg gesehen worden. Sie berichtete weiter, das Regiment bestehe aus angeworbenen Deutschen und Russen, österreichischen und russischen Kriegsgefangenen von verschiedenen Völkerschaften. Fürst Carl gab in Montpellier das Kommando ab, weil er nach einem erneuten Auftrag ein weiteres Fremdregiment für Frankreich in Leipzig anwerben sollte.
Sowohl die landsmannschaftliche Zusammensetzung wie die Desertionsneigung scheint zutreffend gewesen zu sein, denn die Münchener Staatszeitung hatte am 3. Juni 1806 von einem Vorfall in Nordfrankreich berichtet. Am 15. Mai 1806 habe der Maire von Buissoncourt erfahren, dass sich im Wald seines Ortes eine Anzahl bewaffneter Fremder versammelt habe. Zwei benachbarte Maires und bewaffnete Bürger seines Ortes hätten schließlich ein Dutzend dieser Männer unter Gewaltanwendung festgenommen und der Gendarmerie übergeben. Die Festgenommenen wurden nach Nancy ins Gefängnis gebracht. Es handelte sich um Russen, die bei dem Regiment Isenburg im Dienst gewesen und durchgegangen wären.

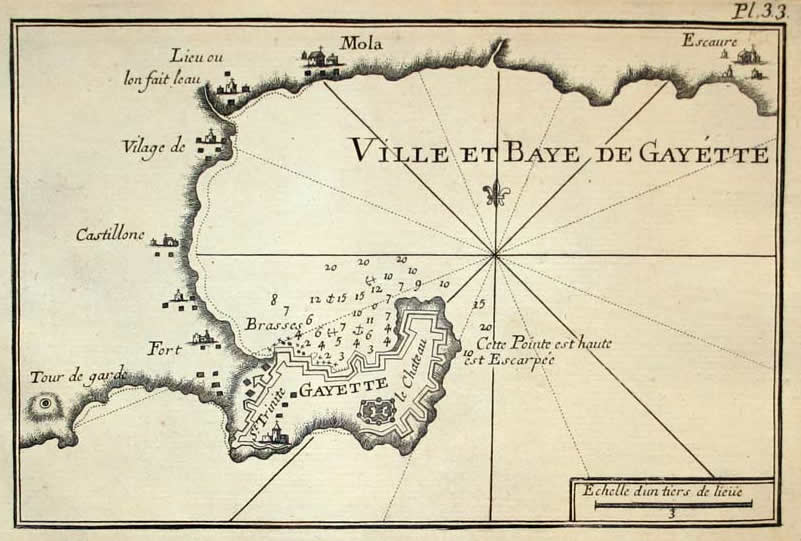
Gaeta 1764

Der Verband zog weiter nach Neapel (über Toulon, Cannes, Nizza nach Genua, von dort über Parma, Modena, Bologna, Rimini, Ancona zur Festung Gaeta, wo es an ersten Kampfhandlungen teilnahm). Das Regiment war in der Folgezeit gegen Aufständische in Kalabrien eingesetzt, mehrfach aufgerieben (vernichtet), aber stets wieder aufgefüllt worden.
1809 war das Regiment im Königreich Neapel gegen Großbritannien im Einsatz, worauf dieses die zuvor besetzte Insel Capri aufgeben musste.
Im Verzeichnis aller für Frankreich kämpfenden Regimenter von 1810 heißt es: VI. Ausländische Truppen: 1 Regiment Latour d’Auvergne (5 Bataillons) in Neapel, 1 Regiment Isenburg (5 Bataillons) in Neapel, 1 Regiment Preußen (4 Bataillons) am Po, 1 Regiment Spanier Joseph Napoleon (5 Bataillons) in Avignon; 4 Depot-Bataillone von anderen Ausländern.
Die Regimenter Isenburg und Latour d’Auvergne befanden sich im August 1812, als die Grande Armée bereits auf dem Marsch nach Moskau war, wieder in Italien zur Verstärkung der Armee des Königreichs Neapel. Das Hauptquartier wechselte zwischen Civitavecchia, Rom, Neapel und Castellammare.

## Einsatz und Gefechte
11 Gefechte (mit Verwundeten oder Gefallenen):

1807 – Kalabrien,
1808 – Capri,
1809 – Mitoya,
1810 – Otranto, Carascal, Lerida und Viterbo,
1811 – Castelmare,
1812 – Gaeta,
1813 – Marinella und Mühlbach

## Kommandeure
Regimentskommandeure
- 1. November 1805 bis 6. Januar 1807: Carl Fürst zu Isenburg (Charles-Frederic-Louis-Maurice Prince  d'Isembourg) (1766–1820), Oberst, ab 12. Dezember 1806 Brigadegeneral (General-de-Brigade)
- 6. Januar 1807 bis 12. Januar 1808: William (Guillaume) O’Meara (1764–1828), danach Flügeladjutant von Marschall Jean Lannes
- 12. Oktober 1808 bis 7. September 1811: Philipp Jakob Stieler (ab 1816 Phillipe-Jacques Stieler de Landoville, Baron de Landoville) (1772–1847), danach Kommandeur eines anderen Regiments
- 1811: Jean Etienne Barre (1769–1845), Colonel en second au régiment d’Isembourg, 23 janvier 1811
- 28. Januar 1812 bis zur Auflösung 1813: Adrien Francois Meijer (1769–1845), Colonel en Second and Colonel en Premier in 1813
- (1813 – Godefroy Marsilien Ignace Jean von Bentzel ?)

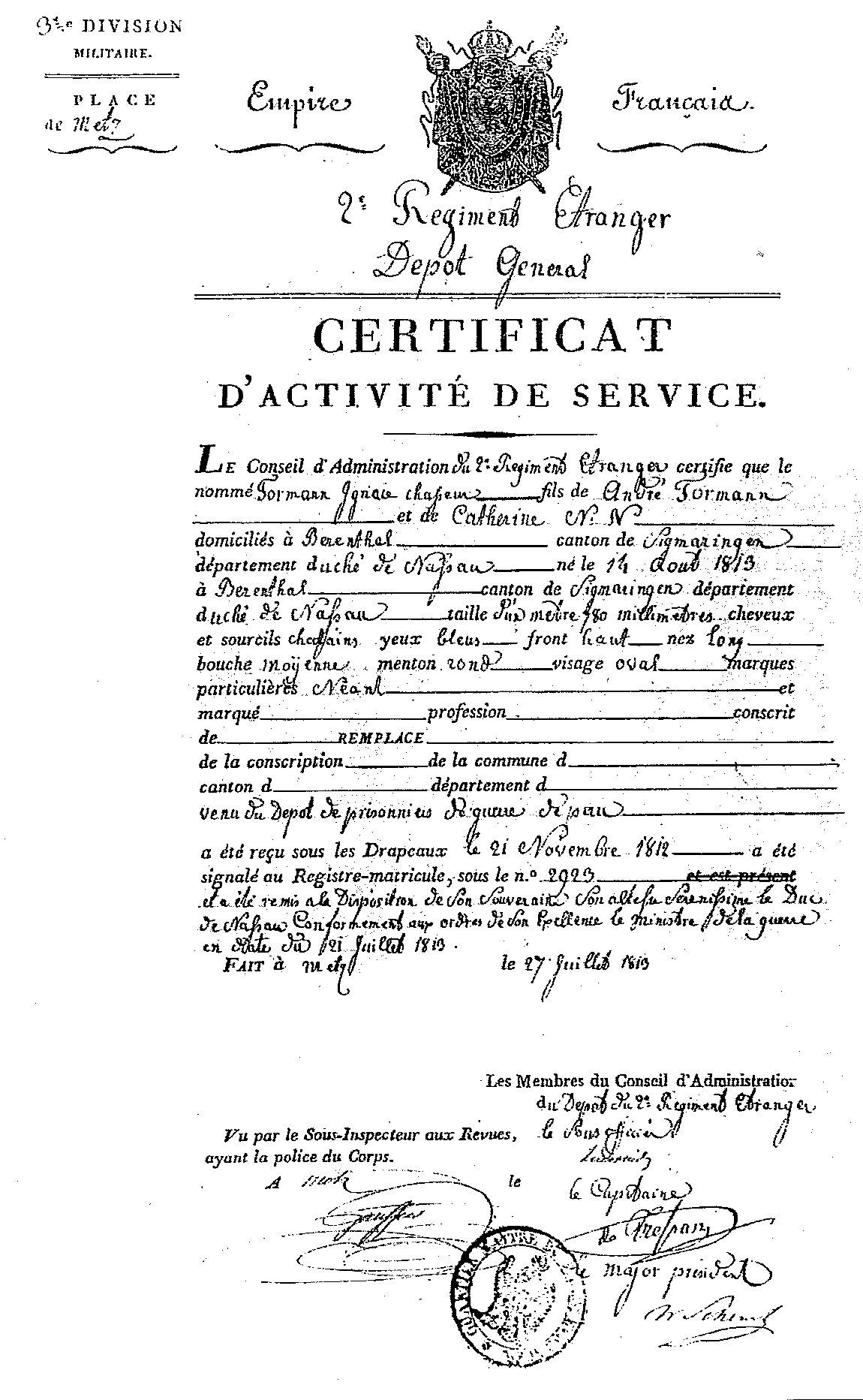
Wehrdienstbescheinigung für einen Veteranen des Regiments Isenburg

## Auflösung und Entwaffnung aller Fremdregimenter
Am 25. November 1812 wurden alle Fremdregimenter auf Befehl Napoleons entwaffnet und aufgelöst, was sich bei einigen alliierten Truppen in Spanien bis zum Jahresende 1812 hinzog. So taucht das Regiment Isenburg noch am 2. Januar 1815 auf, als es mit dem Regiment Latour zusammengelegt wurde. Beide wurden 1815 in Verdun endgültig aufgelöst.

## „Preußisches“ Regiment in französischem Dienst
Das Regiment Isenburg ist nicht zu verwechseln mit dem Regiment „Preußen“ im französischen Dienst, das im November 1806 gleichfalls vom Fürsten zu Isenburg errichtet wurde. Dieses Regiment erhielt später die Bezeichnung 4. kaiserlich-französisches Fremdregiment.
Am 26. November 1813 beantragte der Fürst den Beitritt zur anti-napoleonischen Allianz und erklärte seine Mitgliedschaft im Rheinbund und seine französischen Dienstverhältnisse für beendet.